# Leckageortung
Die Leckageortung oder Leckortung wird zum Auffinden von verdeckten Leckstellen durchgeführt. Häufige Anwendungsfälle sind Leckagen an Rohrleitungen und undichte Abdichtungen von Flachdächern.
Verschiedene Mess- und Ortungstechniken dienen der Erfassung der Leckstellenposition. Zerstörungsfreie Prüfverfahren kommen zum Einsatz, wenn hochwertige Oberflächen nicht perforiert werden sollen.
Bei unterbrochenen elektrischen Erdkabeln werden Methoden der Kabelfehlerortung eingesetzt, wobei sich das hydrostatische Verfahren zum Auffinden von beschädigten Erdkabeln ebenso wie für Rohrleckagen eignen kann.

## Grundlegende Techniken
Die Thermografie eignet sich, um Wärmeverluste im Zusammenhang mit Leckagen sichtbar zu machen.
Mithilfe der relativ einfach anzuwendenden Verfahren der elektrischen Feuchtemessung können Wasserschäden festgestellt und lokalisiert werden.

### Thermografie
Die Thermografie ist eine Methode zum Sichtbarmachen von Leckagen an Warmwasser- und Heizungsleitungen. Bei Außentemperaturen unterhalb von etwa 15 °C ist sie auch geeignet bei der Überprüfung der Luftdichtigkeit von Gebäuden in Verbindung mit dem Blower-Door-Test.
Ein mit der Infrarotkamera erstelltes Thermogramm zeigt die Wärmestrahlungsverteilung des thermografierten Bereiches. Hierbei entsprechen dunklere Bereiche (blau bis schwarz) den Flächen niedriger Oberflächentemperaturen, die helleren Bereiche (gelb bis weiß) zeigen die Flächen mit den größeren Wärmestrahlung. Das gesamte Temperaturfeld wird im gewählten Messbereich durch eine kontinuierliche Farbskala wiedergegeben.

### Elektrische Feuchtigkeitsmessungen
Im Kapazitiv- oder im Widerstandsmessverfahren können Feuchtigkeitsschwerpunkte bestimmt werden.

#### Widerstandsfeuchtemessung
Nachdem einfache Widerstands-Messgeräte zunächst häufig zur Bestimmung der Holzfeuchte in der Holz- und Forstwirtschaft genutzt wurden, werden sie vermehrt auch zur Messung von mineralischen Stoffen in der Baufeuchtemessung eingesetzt.
Mit Hilfe zweier Elektroden wird der elektrische Widerstand eines Baustoffs bestimmt. Der Widerstand verändert sich in Abhängigkeit von der Feuchte des Prüfstoffes und wird am Messgerät in herstellerspezifischen Einheiten angezeigt. Eine Umrechnungstabelle ermöglicht unter Berücksichtigung verschiedener Baustoffe die Bestimmung der Messwerte in Feuchtigkeitsprozenten.
Die verwendeten Elektroden sind vom zu messenden Baustoff und dessen Zugänglichkeit abhängig. Oberflächen können mit Einschlagelektroden gemessen werden. In tiefer gelegene Schichten werden Messsonden über Bohrlöcher oder Fugen eingeführt.

#### Kapazitive Feuchtemessung
Erhöhte Feuchtewerte äußern sich nicht nur in der Erhöhung der elektrischen Leitfähigkeit, sondern auch in der Zunahme der Permittivität. Dies wird durch Messung der elektrischen Kapazität zwischen den Elektroden des Messgeräts ermittelt.
Die Elektroden bilden dabei die Platten eines Kondensator und der dazwischen befindliche Baustoff das Dielektrikum (Trennmaterial zwischen Kondensatorplatten). Befindet sich im Streufeld des Kondensators Material mit höherem Feuchtegehalt, schlägt sich dieser in einer höheren Dielektrizitätskonstante bzw. Permittivitätszahl nieder. Die Kapazität des Kondensators ändert sich ebenso und wird im Messgerät z. B. in Feuchte-Gewichtsprozent umgerechnet.
Das dielektrische Verfahren ermöglicht die Messung ohne die Penetration der Oberfläche, so dass es bevorzugt für Baustoffe hinter hochwertigen Oberflächen wie keramischen Fliesen sowie Böden und Wände mit wasserführenden Rohren oder elektrischen Installationen verwendet wird. Die Elektroden werden hierbei auf die Oberfläche des Bauteils gelegt.

## Ortung von Rohrleitungsleckagen

### Hydrostatische Verfahren
Die Dichtigkeit einer Rohrleitung wird durch Befüllung mit einer Flüssigkeit oder einem Gas, z. B. mit Druckluft getestet.
Mit einem Manometer wird der Druck im Inneren der Rohrleitung überwacht. Wenn der Druck während der Prüfdauer gleich bleibt, ist die Leitung dicht. Fällt der Druck ab, ist ein Leck vorhanden. Zur genauen Ortung des Lecks kann anschließend die Tracergasmethode oder eine elektro-akustische Methode angewendet werden.
Auch der Spaltraum zwischen elektrischen Leitern und umhüllender Isolierung in wichtigen unterirdisch verlegten Leitungen der Stromnetzbetreiber kann mit Öl oder Druckluft beaufschlagt werden, um eine Beschädigung des Leitung festzustellen. Wird an beiden Enden des Kabels Fluid zugeführt, kann anhand des Vergleichs von Druckverlust bzw. Volumenstrom die Position der Leckagestelle eingegrenzt werden.

### Leckagen von häuslichen Gasleitungen
Austretendes Gas kann häufig anhand des Geruchs erkannt werden. Die genaue Ortung der Leckage kann durch das Bestreichen oder Besprühen der Behälter, Armaturen und Rohrleitungen mit Netzmittel (mit Wasser verdünntes Spülmittel oder spezielles Leckagespray) durchgeführt werden. Die undichte Stelle ist dann anhand der Blasenbildung feststellbar. Bei sehr niedrigem Gasdruck, kann die Leckagestelle durch die Verwendung von wasserhaltigem Leckagesuchmittel vorübergehend abgedichtet werden, so dass sie bis zur Verdunstung des Wassers nicht mehr auffindbar ist. Die ist insbesondere der Fall, wenn Rohrverbindungen auf die traditionelle Weise mit Hanf eingedichtet wurden und das Wasser vom Dichtungshanf aufgesaugt wird. In diesem Fall können elektronische Gassensoren eingesetzt werden, die häufig auch über eine bessere Empfindlichkeit verfügen.
Neu verlegte Leitungen werden nach einem standardisierten Prüfverfahren auf Dichtheit kontrolliert.

### Tracer-Gas-Verfahren
Leck geschlagene Rohrleitungen werden entleert und mit einem leicht zu detektierenden Messgas befüllt. Das Messgas tritt aus der Leckstelle aus. Die Leckstelle kann so eingegrenzt werden.
Das Rohrsystem wird mit einer vorabberechneten Menge eines geeigneten Gasgemischs (in der Regel Formiergas 95/05, 95 % Stickstoff, 5 % Wasserstoff) gefüllt und mit leicht erhöhtem Überdruck verschlossen. Das Gas tritt an der Leckstelle aus und diffundiert auch durch relativ dichte Bauteile wie Beton, Estrich und Fußbodenbelägen und lässt sich mit Hilfe des Tracergasmessgerätes nachweisen. Der Sensor, der eine selektive Empfindlichkeit für das verwendete Gas besitzt, meldet bereits Gasspuren im einstelligen ppm-Bereich (ppm – part per million).

### Elektro-akustische Leckageortung
Elektrisch leitende (metallische) Leitungen werden zunächst über elektromagnetische Verfahren in ihrem Verlauf und in der Verlegetiefe eingemessen.
Mit einem Bodenmikrofon oder Kontaktmikrofon, auch als Geophon bezeichnet, erfolgt die Erfassung von typischen Schallwellen, die bei einer Leckstelle an Wasser- bzw. Heizleitungen auftreten, entlang des zuvor eingemessenen Leitungsverlaufs.
Töne entstehen dabei auf zwei Arten:
1. durch die Körperschallschwingung des Rohres (verursacht durch Wasseraustritt am Leck)
  - Diese Schwingung ist je nach Beschaffenheit des Rohres unterschiedlich stark und breitet sich nach beiden Seiten des Lecks aus. Das Geräusch kann mit speziellen Mikrofonen an der Leitung direkt wahrgenommen werden. Dabei gilt: Je lauter das Geräusch, umso näher an der Leckstelle A und umgekehrt.
2. durch das eigentliche Leckgeräusch (Bewegung des Wassers)
  - Das Leckgeräusch breitet sich kugelförmig aus und kann nur an der Leckstelle wahrgenommen werden. Dabei dient ein Bodenmikrofon zur Verstärkung der Hörbarkeit des Geräusches.

### Diffusionsschlauch-Verfahren
Das Diffusionsschlauch-Verfahren ist ein Messverfahren, das in der Lage ist, Gase, Dämpfe und Flüssigkeiten von einer leckenden Rohrleitung oder einem Behälter in der Nähe mit hoher Empfindlichkeit zu messen und zu lokalisieren. Der eingesetzte Sensorschlauch ist zwar druckdicht, besteht jedoch aus einer für Gase und Dämpfe per Diffusion permeablen Membran.
Der Sensorschlauch wird z. B. längs der zu überwachenden Rohrleitung verlegt und in periodischen Zyklen (oft einmal pro Tag) mit sauberer Luft gespült. Zwischen den Messzyklen ist der Schlauch drucklos. Gelangt infolge eines Lecks in der Rohrleitung das darin geführte Medium an die Wand des Sensorschlauchs, so diffundiert es durch die Schlauchwand und akkumuliert sich mit der Zeit an der Leckagestelle im Innern des Schlauches.
Vorausgesetzt, dass die Membran für die Moleküle des Leckmediums durchlässig ist, tritt dieses nach dem Henry-Gesetz als Gas durch die Membran, unabhängig davon ob es als Gas oder als Flüssigkeit an den Sensorschlauch gelangt.
Das Leckmedium kann auch in Wasser gelöst vorliegen, wie es der Fall sein kann, wenn etwa eine Gas-Pipeline unterhalb des Grundwasserspiegels oder am Meeresboden verlegt ist.
Da viele chemische Substanzen durch die Membran diffundieren können, sammeln sich verschiedene Stoffe im Inneren des Sensorschlauches an. Bei der zyklischen Spülung des Schlauches wird die Luftprobe durch spezifische Gassensoren am Ausgang der Schlauchstrecke kontinuierlich analysiert, so dass sich über den Zeitablauf beim Spülen des Schlauches relativ zur durchströmende Luftmenge feststellen lässt, in welchen Bereichen entlang der Rohrleitung die einzelnen Stoffe durch die Membran getreten sind. Bei Grenzwertüberschreitung lässt sich aus Laufzeit und Strömungsgeschwindigkeit sehr präzise der Leckort bestimmen.
Das Diffusionsschlauch-Verfahren ist als komplementäre Methode zu den Standard-Verfahren einzustufen und zeichnet sich wegen der hohen Empfindlichkeit insbesondere für die Erkennung von schleichenden Leckagen im Frühstadium eines Korrosionsschadens aus.

## Ortung von Undichtigkeiten in flächigen Abdichtungen

### Radiometrische Feuchtemessung

#### Wirkungsweise
Bei der radiometrischen Feuchtigkeitsmessung arbeitet eine Neutronensonde nach dem Prinzip der Neutronenabbremsung. Die von der Strahlungsquelle ausgesandten Neutronen werden durch Wasserstoffatome abgebremst. Die langsameren Neutronen werden durch Detektoren im Gerät aufgenommen und elektronisch ausgewertet. Der so ermittelte Wert gibt dann Aufschluss über den Feuchtigkeitsgehalt der untersuchten Bauteile.
Die zerstörungsfreie Messung kann bei Schichtdicken bis zu 20 cm durchgeführt werden. Die Messwerte zeigen eine Übersicht der Feuchteverteilung in der untersuchten Fläche oder Bauteil. Da die Messwerte dimensionslos sind und nur eine sehr grobe Einschätzung des Durchfeuchtungsgrades erlauben, sind i. d. R. weitere Feuchtigkeitsmessungen erforderlich, um quantitative Aussagen treffen zu können.

#### Anwendungsgebiete
Dämmschichten von Flachdächern und Estrichen können ohne Beschädigung auf Ausdehnung und Grad der Durchfeuchtung untersucht werden. Anhand der qualitativen Messung der Feuchte ist fast immer die Erkennung von Undichtigkeiten und Löchern in der Dachhaut gegeben. Zu sanierende Bereiche können mit der Sonde genau eingegrenzt werden. Weitere wichtige Anwendungsgebiete sind die Leckortung von Fußbodenheizung und von Rohrleitungen sowie die Untersuchung von Keller- und Wandbereichen.
Im Bereich der Flachdachanalyse ermöglicht dieses Prüfverfahren flächendeckende Aussagen über die Dichtigkeit von Abdichtungen. Daraus resultierend ergeben sich wichtige Aspekte hinsichtlich der Sanierung durchfeuchteter Dämmung. Besonders unter Beachtung der ökologischen Komponente – ob der Abriss und die Entsorgung des Dämmmaterials vermieden werden kann – hat die Trocknung der Dämmschicht von Flachdächern einen enormen wirtschaftlichen Vorteil.

#### Sicherheit
Für die Neutronensonde ist eine spezielle Ausbildung des Anwenders sowie eine Reihe von Sondergenehmigungen für Umgang und Transport erforderlich, da für die Messung strahlungsintensives Material verwendet wird.

### Ortsfeste bzw. integrierte sensorgestützte Leckageortung
Die sensorgestützte Leckageortung wird zum Auffinden von durchnässter Wärmedämmung verwendet und kommt häufig auf Flachdächern zum Einsatz. Die Kommunikation mit den Sensoren erfolgt nach dem RFID-Standard, der die kabellose Übertragung des Nässezustands auf ein externes Lesegerät ermöglicht. Voraussetzung für die Durchführung der Ortung ist der Einbau von batterielosen Sensoren bei Errichtung oder Sanierung des Daches.

#### Wirkungsweise
Eine Anzahl von Sensoren wird bei Neubau oder Sanierung in regelmäßigen Abständen oder an besonders gefährdeten Stellen in die Dämmplatten geschoben und anschließend mit einem Dachscanner initial eingelesen. Anschließend kann jeder einzelne Sensor mit dem Lesegerät durch mehrere Schichten Dämmung, Abdichtung, Kies und Begrünung hindurch ausgelesen werden. Jeder Sensor kann dabei abgefragt werden, ob es in seiner Umgebung nass oder trocken ist. Das sensorgestützte Leckageortungssystem wird in Deutschland als integrierte Dachkontrolle vermarktet.

### Elektro-Impuls-Verfahren
Die Leckagesuche mit dem Elektro-Impuls-Verfahren ist unter anderem für das Auffinden von Löchern und Rissen in der Abdichtung von Flachdächern mit und ohne Auflastung geeignet.
Weiterhin findet diese Methode auch im Bereich Parkdecks und Terrassen Anwendung.
Dabei muss es sich jedoch um nicht-leitfähigen Abdichtungen handeln.

#### Wirkungsweise
An der Unterseite der Abdichtung wird ein Stromimpuls mit ca. 40 Volt Gleichspannung angelegt. Auf der Oberfläche der Abdichtung wird um die zu prüfende Fläche eine Ringleitung mit Minuspol verlegt.
Da die Abdichtung selber als Isolator wirkt, kann nur dort ein Strom durch die Dichtung fließen, wo eine Undichtigkeit besteht.
Ist anfänglich kein Stromfluss detektierbar, kann die Abdichtung zusätzlich mit Wasser benetzt werden. Das durch die Undichtigkeit tretende Wasser wirkt dann als elektrischer Leiter.
Mit dem Impulsempfänger kann die Potenzialveränderung gemessen werden, die sich im Bereich der Leckage bildet.
So ist es möglich, sich Schritt für Schritt in Richtung der Leckage (Potenzialveränderung) zu bewegen, bis sich das Potenzial nicht mehr verändert.
An dieser Stelle befindet sich die Leckage.

### DC-Funkenschlagverfahren
Die Leckageortung mit dem DC-Funkenschlagverfahren ist für das Auffinden von Löchern und Rissen auf nicht leitfähigen Beschichtungen ohne Auflastung geeignet.

#### Wirkungsweise
Beim DC-Funkenschlagverfahren wird Hochspannung verwendet, die über eine Kupferbürste auf die zu prüfende Abdichtung übertragen wird. Mit diesem Verfahren können Löcher und Porosität in frei zugänglichen, nicht leitfähigen Beschichtungen geortet werden. Es ist nicht für leitfähige Oberflächen geeignet. Die eingesetzten Geräte verfügen über eine variable Empfindlichkeit und sind mit akustischen und visuellen Ordnungsmechanismen ausgestattet. Mit dem DC-Funkenschlagverfahren können auch Punkt- und Nahtortungen durchgeführt werden.

### Elektro-Akustik-Verfahren auf Flachdächern und Beschichtungen
Das Elektro-Akustik-Verfahren ist für das Auffinden (Orten) von Löchern und Rissen auf Abdichtungen mit und ohne Auflastung geeignet.

#### Wirkungsweise
Beim Elektro-Akustik-Verfahren wird Wechselstrom genutzt. Die Verlegung einer Ringleitung ist nicht nötig.
Das Dach muss zunächst befeuchtet werden (geschlossener Feuchtefilm auf der Abdichtung). Eine Erdungsmöglichkeit sollte auf der Dachfläche vorhanden sein.
Mit einem Sinusgenerator wird eine Spannung von ca. 5 V mit einer Frequenz von 1 kHz erzeugt. Diese Wechselspannung wird an die Erdung des Daches angeschlossen.

Ein mobiles Handgerät wird über das Dach geführt und detektiert den durch die Leackage fließenden Wechselstrom. Es wandelt die Stärke des empfangenen Signals in Töne um, die über einen Kopfhörer wahrgenommen werden knnen.
Je näher sich das Leck befindet, desto höher wird der Ton.
An der Stelle, an der der höchste Ton erreicht wird, befindet sich die Leckage.